# Шибаки
Шибаки (
сибирскотат. 
Кышлау) — посёлок в Каргатском районе Новосибирской области. Входит в состав Форпост-Каргатского сельсовета.

## География
Площадь посёлка — 23 гектара.

## Население
| 2002 | 2007 | 2010 |
| ---- | ---- | ---- |
| 51   | ↘39  | ↘25  |

## Инфраструктура
В посёлке по данным на 2007 год функционируют 1 учреждение здравоохранения, 1 образовательное учреждение.